# Un trágico a pesar suyo
Un trágico a pesar suyo (Трагик поневоле en su título original) es una obra de teatro en un acto del escritor ruso Antón Chéjov escrita en 1889.

## Argumento
La acción se desarrolla en San Petersburgo, en el apartamento de Murashkin, amigo de Tolkachov, padre de familia. Este llega al apartamento de su amigo cargando muchos objetos y muy cansado, le pregunta si tiene un revolver que le preste. Murashkin sorprendido le pregunta para qué lo necesita, y él le dice que esa noche tiene que atravesar el bosque y tal vez lo pueda llegar a necesitar. Pero Murashkin se da cuenta de que su amigo no está diciendo la verdad, así que le pide que le diga la verdad, además que lo notó muy cansado y le preguntó por su salud, así que el amigo le dijo que no entrara en detalles de su cansancio y que mejor le prestara su revólver. Murashkin preocupado le dijo que lo que tenía pensado hacer era una cobardía, además que le recordó que es un padre de familia.
Sin embargo, Tolkachov dice que no es un padre de familia sino un mártir, una bestia de carga, un esclavo, ya que está harto de la monotonía que vive en su trabajo y su familia y sus vecinos se aprovechan de él cuando va a trabajar a la ciudad y todos le piden encargos mientras ellos descansan en sus casas de verano. Tolkachov empieza a describirle a su amigo su rutina diaria en su trabajo que describe como una tortura, y en su casa que cada miembro de su familia y vecinos le piden distintas cosas de encargo.
Después de toda su explicación, Murashkin se compadece de su amigo, pero no le presta nada, al ver esto, Tolkachov le dice a su amigo que tiene que irse porque aun tiene que comprar más encargos y después tomar el tren. Murashkin le pregunta antes de partir que en dónde tiene su casa de verano, y él le dice que en Río Podrido, así que Murashkin le pregunta si conoce a Olga Pávlovna, y Tolkachov afirma que es conocida, así que su amigo le pide por favor que le lleve una máquina de coser y no se la ha podido mandar. Tolkachov no puede creer lo que está escuchando, después de todo lo que le platicó a su amigo él se atreve a hacer lo mismo que los demás, termina aceptando muy molesto llevar las cosas a la señora, mientras Murashkin se pregunta qué le pasa a su amigo por qué se ha vuelto loco.